# Sistema d'escapament al llançament

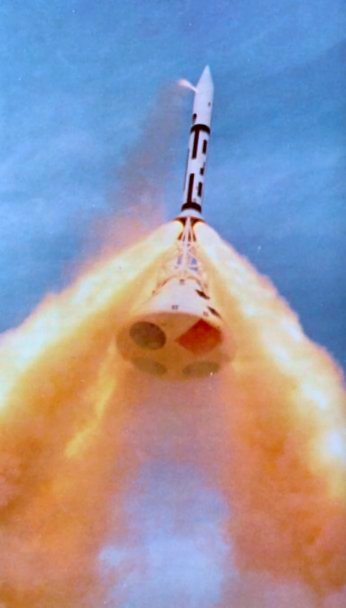
Prova del sistema d'escapament al llançament Apollo.

Un sistema d'escapament al llançament (LES, de l'anglès Launch Escape System) és un míssil muntat a l'extrem d'una càpsula espacial tripulada, que al seu torn està muntada sobre un coet. En cas d'emergència, l'objectiu del sistema és separar la càpsula espacial del coet i impulsar-la a una distància prou gran per mantenir la tripulació sana i estàlvia. Al programa Mercury, el LES consistia en un coet de combustible sòlid de 23.4000 kg muntat sobre una torre situada sobre el vehicle. En cas d'interrupció del llançament, el LES s'hauria activat durant un segon, allunyant la càpsula del vehicle de llançament defectuós. Aleshores, el mòdul hauria baixat mitjançant el seu sistema de descens amb paracaigudes. Com que el LES es trobava a l'extrem de les càpsules especials, després de l'apagada de l'injector del motor (BECO), el LES ja no servia i era separat del vehicle per mitjà d'un altre coet de combustiblè sòlid (que a les missions Mercury, per exemple, pesava 360 kg), que s'activava durant 1,5 segons per evitar que es deixés anar i impactés contra la càpsula. El LES només es feia servir en situacions de perill imminent, com ara en cas de risc d'explosió del coet.
En el programa espacial soviètic Vostok i l'estatunidenc Gemini, ambdós vehicles espacials portaven seients projectables capaços de llançar la tripulació a l'exterior de l'habitacle de la càpsula per després aterrar amb un paracaigudes. També es preveia que el transbordador espacial europeu Hermes i el soviètic Buran portessin seients projectables si haguessin dut a terme un vol espacial tripulat, cosa que mai no passà. Com quedà demostrat en el cas de la Soiuz T-10, un LES ha de ser capaç de dur una càpsula espacial des de la plataforma de llançament fins a una alçada suficient per assegurar que els paracaigudes s'obrin correctament. Per tant, ha de dur coets de combustible sòlid grans, potents i pesants. Els enginyers constructors de càpsules espacials preferiren programar l'ús de seients projectables, especialment perquè són molt més lleugers i, en determinades circumstàncies, podrien servir també durant la fase de reentrada atmosfèrica i l'aterratge. Els LES formats per un coet de combustible sòlid no ofereixen aquesta possibilitat.

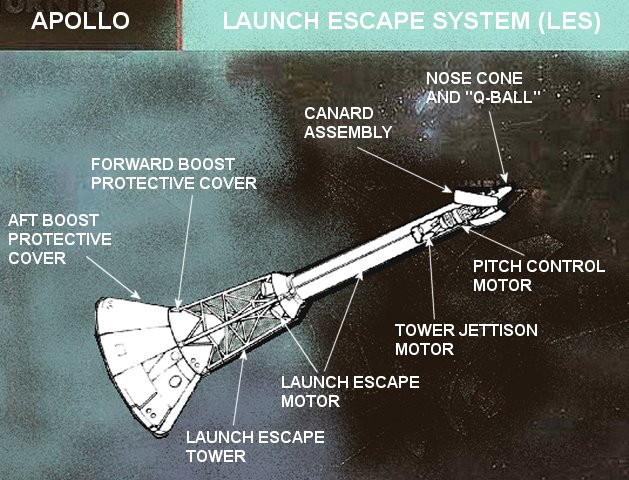
Esquema del LES del programa Apollo.

Al principi, el transbordador espacial estatunidenc també portava seients projectables, que foren eliminats després dels vols de prova que demostraren la fiabilitat del vehicle espacial. Només fou després del desastre del transbordador espacial Challenger (STS-51-L) que els vehicles espacials restants foren dotats de seients projectables per permetre a la tripulació una evacuació eventual des de la finestra principal, tot i que aquest sistema només es pot fer servir quan el transbordador es troba en vol controlat.